# Odontocolon thomsoni
Odontocolon thomsoni är en stekelart som först beskrevs av Clement 1938.  Odontocolon thomsoni ingår i släktet Odontocolon, och familjen brokparasitsteklar. Arten är reproducerande i Sverige. Inga underarter finns listade.